# Мягков, Валерий Валерьевич
Валерий Валерьевич Мягков (род. 17 сентября 1980 года, Оха, Сахалинская область) — российский гандболист, игрок сборной России. Мастер спорта России международного класса.

## Биография
Начал заниматься гандболом в 1990 году в Краснодаре. Тренеры — Владимир Елисеев, Леонид Милиди, Александр Фролов, Алексей Пчеляков, Владимир Максимов. Выступал за клубы СКИФ (Краснодар), «ЛУКОЙЛ-Динамо»/«Заря Каспия» (Астрахань), в 2009 году вернулся в СКИФ. В составе астраханского клуба — неоднократный серебряный призёр чемпионата России (2004—2008). По состоянию на 2013 год играл за «Факел-ТКЗ» (Таганрог), в 2014 году — снова за СКИФ.
На юниорском уровне становился победителем и призёром ряда крупных международных соревнований. Во второй половине 2000-х годов входил во взрослую сборную России, участник чемпионата мира-2007, а также Олимпийских игр-2008, где россияне заняли шестое место.
После окончания игровой карьеры стал работать тренером в краснодарской ДЮСШ.

## Достижения
- чемпион мира среди юниоров 2001 (Швейцария)
- Всемирные Юношеские игры 1998 (Москва) — 1 место
- серебряный призёр Чемпионата России 2004, 2005 гг.
- бронзовый призёр Чемпионатов мира среди студентов 1998 и 2000 гг.

## Личная жизнь
Брат Виктор также занимался гандболом на профессиональном уровне и выступал за клуб из Краснодара.